# شون إيفانز
شون إيفانز (بالإنجليزية: Shaun Evans)‏ هو ممثل بريطاني، ولد في 6 مارس 1980 بليفربول في المملكة المتحدة.

## أعمال
Endeavour

### أفلام
- (2007) الصبي أ[4]
- (2009) الفزع

## وصلات خارجية
- شون إيفانز على موقع IMDb (الإنجليزية)
- شون إيفانز على موقع ألو سيني (الفرنسية)
- شون إيفانز على موقع ميوزك برينز (الإنجليزية)
- شون إيفانز على موقع أول موفي (الإنجليزية)
- شون إيفانز على موقع قاعدة بيانات الأفلام السويدية (السويدية)
- شون إيفانز على موقع قاعدة بيانات الفيلم (الإنجليزية)
- شون إيفانز على موقع كينوبويسك (الروسية)